# آک‌داولتوو
آک‌داولتوو (انگلیسی: Akdavletovo) یک شهرک در شهرستان زیانچورینسکی استان باشقیرستان کشور روسیه است.